# Djangun
Djangun är ett utdött australiskt språk. Djangun talades i Queensland och tillhörde de pama-nyunganska språken.